# Лукаш Брозь
Лукаш Брозь (пол. Łukasz Broź, нар. 17 грудня 1985, Гіжицько) — польський футболіст, захисник клубу «Легія» та національної збірної Польщі.

## Клубна кар'єра
Народився 17 грудня 1985 року в місті Гіжицько. Вихованець футбольної школи місцевого клубу «Багбуд».
У дорослому футболі дебютував 2004 року виступами за іншу команду з рідного міста, «Мамри» (Гіжицько), в якій провів один сезон. Згодом провів ще один сезон на нижчеліговому рівні, у клубі «Кміта» (Забежув). 
Своєю грою за останню команду привернув увагу представників тренерського штабу клубу «Відзев», до складу якого приєднався 2006 року. Відіграв за команду з Лодзя наступні сім сезонів своєї ігрової кар'єри. Більшість часу, проведеного у складі «Відзева», був основним гравцем захисту команди.
До складу клубу «Легія» приєднався 2013 року, у новому клубі також став регулярно виходити в «основі». Всього за п'ять років у складі столичного клубу, Лукаш чотири рази ставав чемпіоном Польщі та тричі вигравав кубок країни. 3 2018 року виступає за Шльонськ з Вроцлава.

## Виступи за збірну
2012 року дебютував в офіційних матчах у складі національної збірної Польщі. Наразі провів у формі головної команди країни 3 матчі.